# ساکتنگ (بوتان)
ساکتنگ (به لاتین: Sakteng) یک منطقهٔ مسکونی در بوتان (کشور) است که در Trashigang District واقع شده‌است.